# Keith Kenniff
Keith Kenniff és un músic, compositor i productor de música electrònica. Compon música ambiental sota el nom d'Helios i música post-clàssic tocada per a piano sota el nom de Goldmund. També és part del grup de música indie Mint Julep. En Keith també compon per anuncis publicitaris i bandes sonores. L'any 2010 fa fundar el segell discogràfic Unseen.
Kenniff es va graduar en percussió i composició a Berklee College of Music l'any 2006. El 2004 va publicar Unomia, el seu primer àlbum d'Helios; seguit per Eingya, molt aclamat per la crítica l'any 2006. El seu tercer àlbum Caesura va ser publicat el 2008.
Keith també ha fet sis publicacions Goldmund a Unseen, Type Records i Western Vinyl, a més del recent Famous Places. L'artista ha actuat als EUA, Canada, Europa i el Japó.

## Discografia
Helios
- Unomia (2004)[5]
- Eingya (2006)
- Ayres (2007)
- Caesura (2008)
- Unleft (2009)
- Live at The Triple Door (2010)
- Ayres (Instrumental version. Remastered. Digital only release.) (2010)
- Moiety (2012)
- Yume (forthcoming, 2013)

Goldmund
- Corduroy Road (2005)
- Two Point Discrimination (2007)
- The Malady of Elegance (2008)
- Live at The Triple Door (Digital only release.) (2010)
- Famous Places (2010)
- Corduroy Road (Remastered. Digital only release.) (2010)
- The Heart Of High Places (Remastered with bonus track. Digital only release.) (2010)
- All Will Prosper (2011)

Meadows
- The Littlest Star (2011)

With Mint Julep
- Songs About Snow (CD-R/digital 2008)
- Adorn (2010)
- Save Your Season (2011)

Amb Hollie & Keith Kenniff
- A Deep and Dreamless Sleep (2011)

Com a Keith Kenniff
- The Last Survivor: Original Soundtrack by Keith Kenniff (2010)
- Branches (2010)